# Гонгор (село)
Гонгор — упразднённое село в Архаринском районе Амурской области России. Исключено из учётных данных в 1974 году.

## География
Село располагалось на левом берегу реки Гонгор (приток Архары) ниже впадения в неё реки Борисова, на расстоянии примерно 75 километров (по прямой) к северо-востоку от села Могилевка.

## История
Решением Амурского исполкома от 7 июня 1974 года № 253, село Гонгор исключено из учётных данных как несуществующее.